# Lipotriches pallidiventer
Lipotriches pallidiventer är en biart som först beskrevs av Cockerell 1943.  Lipotriches pallidiventer ingår i släktet Lipotriches och familjen vägbin. Inga underarter finns listade i Catalogue of Life.